# رئیس (عنوان)

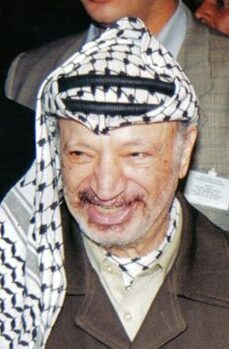
فضل الرحمن فاضل با رهبر فلسطین، یاسر عرفات

از عهد سلجوقیان در جنوب ایران سمتی به‌نام «رئیس» برقرار شد. رئیس نماینده رسمی مردم منطقه یا عشیره یا صنف و محله خود در نزد حکومت محلی محسوب می‌شد و دارای اختیاراتی وسیع‌تر از «کلانتر» عهد صفوی بود. امروزه، لقب «رئیس» در نواحی عشایری جنوب ایران یادگاری از این ساخت سیاسی عهد سلجوقی است.  در دوران صفوی، منصب رئیس عهد سلجوقی متروک شد و به جای آن منصب جدیدی به نام کلانتر وضع گردید. 
بر سر نگارش رئیس «ریی» بحث می‌باشد .